# Erwin von Helmersen
Erwin von Helmersen (ur. 4 listopada 1914 w Bremie, zm. 12 kwietnia 1949 w Krakowie) – zbrodniarz hitlerowski, doktor medycyny i lekarz SS w niemieckich obozach koncentracyjnych oraz SS-Hauptsturmführer.

## Życiorys
W 1933 r. wstąpił do Hitlerjugend, w tym samym roku został członkiem SA, natomiast od maja 1934 do września 1934 r. należał do Służby Pracy Rzeszy (Reichsarbeitsdienst). Członek Powszechnej SS (Allgemeine SS) od 2 lutego 1940. 1 maja 1937 wstąpił do NSDAP. W okresie między 1 września 1939 a marcem 1940 służył w Wehrmachcie, początkowo w 301. pułku piechoty (301. Infanterie-Regiment), a od października 1939 w 3. batalionie medycznym w Berlinie (3. Sanitäts-Bataillon Berlin) i brał udział w walkach przeciw Polsce podczas kampanii wrześniowej. 10 czerwca 1940 powołano go do czynnej służby w Waffen-SS i wcielono go do jednej z dywizji bojowych tej formacji.
Na skutek odniesionych ran – w listopadzie 1942 r. – został zwolniony ze służby frontowej i przeniesiony do szpitala polowego SS w Berlinie (SS-Lazarett Berlin). W tym czasie studiował także medycynę. W sierpniu 1943 został przeniesiony do Inspektoratu Obozów Koncentracyjnych (Inspektion der Konzentrationslager), wchodzącego wówczas organizacyjnie w skład Grupy Urzędów D – Obozy Koncentracyjne Głównego Urzędu Gospodarczo-Administracyjnego SS (Amtsgruppe D – Konzentrationslager in SS-Wirtschafts- und Verwaltungsamt, czyli WVHA), gdzie służył jako lekarz w Urzędzie D III – Sprawy Sanitarne i Obozowa Higiena (Amt D III – Sanitätswesen und Lagerhygiene) i podlegał Naczelnemu Lekarzowi Obozów Koncentracyjnych SS-Standartenführer Enno Lollingowi. 2 sierpnia 1943 objął obowiązki obozowego lekarza SS w KL Lublin/Majdanek, a następnie – 21 sierpnia 1943 – przeniesiono go do obozowej służby zdrowia SS w Auschwitz-Birkenau. Wtedy też został lekarzem tzw. obozu cygańskiego w Birkenau i na stanowisku tym pozostał do 15 grudnia 1943. Piastował tu m.in. stanowisko lekarza SS w tzw. „obozie dla Cyganów” na odcinku B II e (Abschnitt B II e – Zigeunerlager) oraz w sektorze szpitalnym, na odcinku B II f, w Birkenau. Z oświęcimskiego kompleksu obozowego odszedł 25 października 1944 do szpitala polowego SS w Pradze (SS-Lazarett Prag).
W czasie swojej służby w Auschwitz-Birkenau Helmersen wielokrotnie uczestniczył w selekcjach transportów żydowskich na rampie w Brzezince oraz niezdolnych do pracy więźniów, skazując ich na śmierć w komorach gazowych lub przez zastrzyk fenolu. Helmersen prowadził eksperymenty i pseudoeksperymenty chirurgiczne, a także podpisywał setki sfałszowanych aktów zgonów ofiar obozu. Odznaczony m.in. Krzyżem Żelaznym II i I Klasy (Eisernes Kreuz II und I Klasse) oraz Czarną Odznaką za Rany (Verwundetenabzeichen in Schwarz).
Po wojnie został pojmany przez aliantów i wydany władzom polskim. Za zbrodnie popełnione w Auschwitz-Birkenau Sąd Okręgowy w Krakowie skazał 17 stycznia 1949 Helmersena na karę śmierci. Wyrok został wykonany przez powieszenie 12 kwietnia tegoż roku.

## Literatura
1. Fiderkiewicz Alfred, Brzezinki. Wspomnienia z obozu, Warszawa 1954, s. 95-99
2. Strzelecka Irena, Setkiewicz Piotr, Bau, Ausbau und Entwicklung des KL Auschwitz und seiner Nebenlager, [w:] Auschwitz 1940-1945. Studien zur Geschichte des Konzentrations- und Vernichtungslagers Auschwitz, Bd. I: Aufbau und Struktur des Lagers, Oświęcim 1999, s. 110
3. Czech Danuta, Rola męskiego obozu szpitalnego w KL Auschwitz II, [w:] „Zeszyty Oświęcimskie”, nr 15, Oświęcim 1974, s. 62, 64-66, 88
4. Klee Ernst, Auschwitz. Medycyna III Rzeszy i jej ofiary, Kraków 2001, s. 47, 412
5. Ternon Yves, Helman Socrate, Historia medycyny SS, czyli mit rasizmu biologicznego, Warszawa 1973, s. 253, 254
6. Grotum Thomas, Parcer Jan, Komputerowa analiza kart zgonów. Relacje, [w:] Księgi zgonów z Auschwitz, München-New Providence-London-Paris 1995, s. 239
7. Fejkiel Władysław, Więźniarski szpital w KL Auschwitz, Oświęcim 1994, s. 167
8. Lasik Aleksander, Die Personalbesatzung des Gesundheitsdienstes der SS im Konzentrationslager Auschwitz-Birkenau in den Jahren 1940-1945, [w:] „Hefte von Auschwitz”, Nr. 20, Oświęcim 1997, s. 307, 308
9. Lasik Aleksander, Biographies of Auschwitz SS-men, [w:] Death Books from Auschwitz, München-New Providence-London-Paris 1995, s. 255
10. Lasik Aleksander, Die Organisationsstruktur des KL Auschwitz, [w:], Auschwitz 1940-1945. Studien zur Geschichte des Konzentrations- und Vernichtungslagers Auschwitz, Bd. I: Aufbau und Struktur des Lagers, Oświęcim 1999, s. 292